# William Montagu, 1. Earl of Salisbury

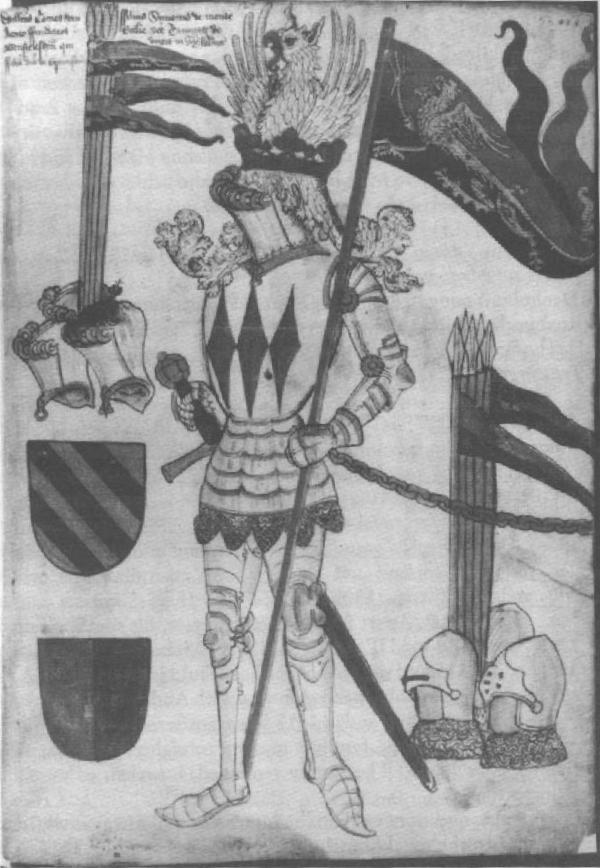
William Montagu, 1. Earl of Salisbury, nach einer um 1463 entstandenen Darstellung

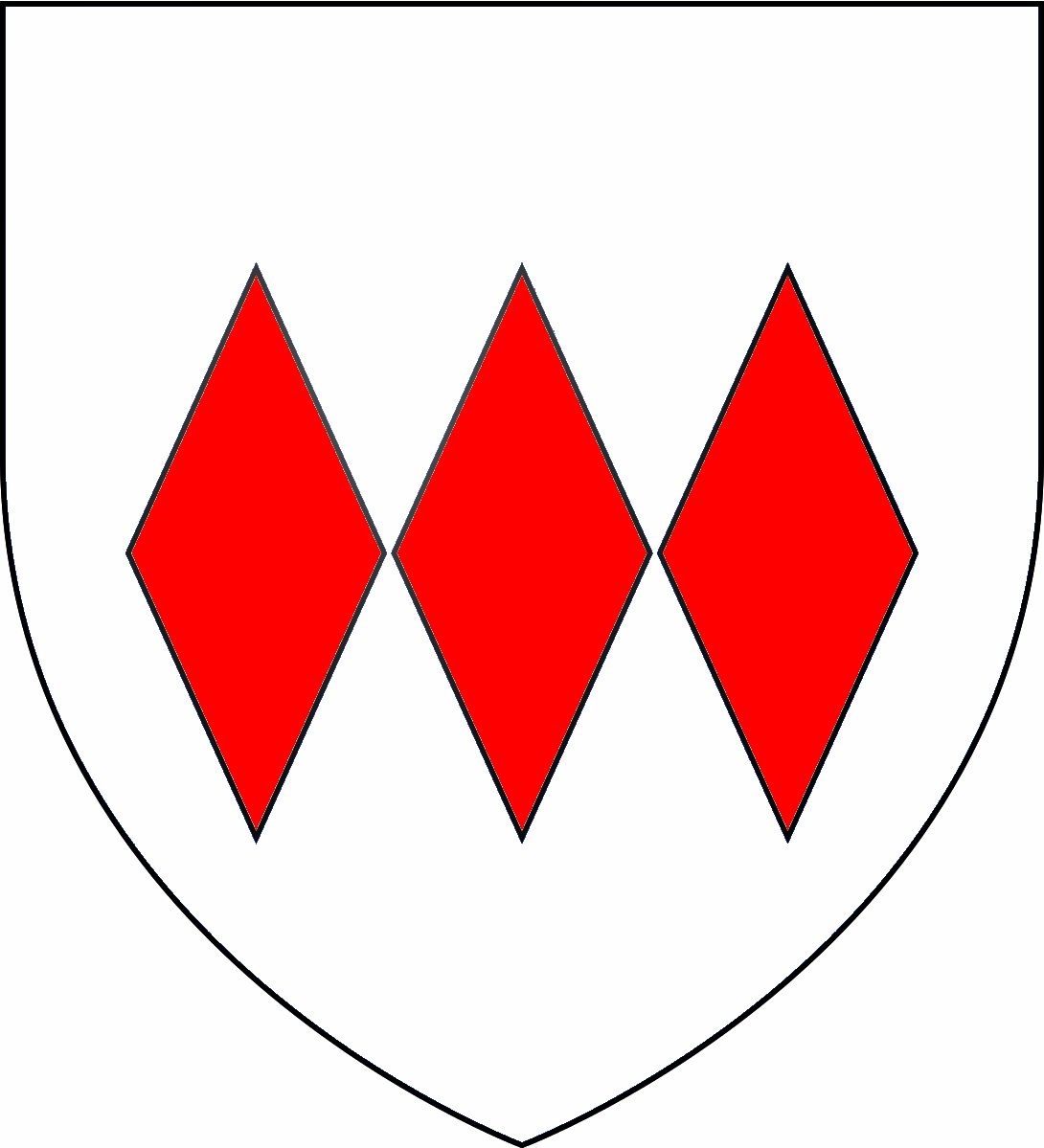
Wappen des William Montagu

William Montagu, 1. Earl of Salisbury (auch William de Montacute oder Montague) (* 1301 in Cassington, Oxfordshire; † 30. Januar 1344) war ein englischer Militär und Magnat.

## Herkunft und Jugend
William Montagu entstammte der alten anglonormannischen Familie Montagu. Er war der zweite, doch älteste überlebende Sohn von William Montagu, 2. Baron Montagu und dessen Frau Elizabeth Montfort. Er war noch minderjährig, als sein Vater 1319 starb, weshalb sein Erbe unter königliche Vormundschaftsverwaltung fiel. Er selbst kam als Yeoman of the Royal Household an den Königshof. 

## Dienst unter Eduard II. und während der Regentschaft von Roger Mortimer
Obwohl Montagu immer noch minderjährig war, wurde ihm im Mai 1321 ein Teil der Besitzungen seines Vaters gegeben. Schließlich wurde ihm am 21. Februar 1323 auch der restliche Teil seines Erbes übergeben, dazu erbte er den Titel Baron Montagu. Als Mitglied des königlichen Haushalts begleitete er König Eduard II., als dieser 1320 den französischen König Philipp V. besuchte. Am 19. April 1326 wurde er zum Knight of the Bath und Knight Banneret geschlagen. Nachdem Eduard II. 1326 gestürzt worden war, sollte Mortimer 1327 an dem Feldzug des neuen Machthabers Roger Mortimer nach Schottland teilnehmen, und vor Juni 1328 wurde er zum Knight Banneret des königlichen Haushalts erhoben. Montagu verpflichtete sich, sowohl in Kriegs- wie auch Friedenszeiten dem König mit einem Gefolge von 20 men-at-arms zu dienen, wofür ihm im Januar 1329 das Gut von Wark-on-Tweed Castle übergeben wurde. Im Oktober 1329 wurde ihm die Aufsicht über die Zinnminen in Devon übertragen.

## Verhältnis zu Eduard III.

### Unterstützung des Staatsstreichs des Königs
Montagu wurde ein enger Freund des jungen Königs Eduard III., für den zu dieser Zeit seine Mutter Isabelle und vor allem deren Liebhaber Roger Mortimer die Regentschaft ausübten. Von Mai bis Juni 1329 begleitete Montagu den König, als dieser nach Amiens reiste, um dem neuen französischen König Philipp VI. für seine südwestfranzösischen Besitzungen zu huldigen. Im Juni 1329 gehörte Montagu der Gesandtschaft an, die mit dem französischen König über ein Heiratsbündnis verhandeln sollte. Im September 1329 sandte ihn Eduard III. in vertraulicher Mission zu Papst Johannes XXII. nach Avignon. Dabei vereinbarte Montagu mit dem Papst, dass nur Nachrichten von ihm und von Richard Bury, dem Sekretär des Königs, die wirklichen Interessen des Königs übermittelten, während Nachrichten von anderen Personen die Interessen der Königinmutter und von Mortimer vertraten, die die Regierung auch gegen den Willen des Königs kontrollierten. Als Mortimer im Oktober 1330 vor einer großen Ratsversammlung in Nottingham den König und seine Freunde verdächtigte, eine Verschwörung gegen ihn zu planen, soll Montagu anschließend dem König geraten haben, Mortimer zu stürzen, bevor er selbst entthront würde. Montagu war der Anführer der Gruppe, mit der Eduard III. am 19. Oktober in Nottingham Castle eindrang, Mortimer gefangen nahm, nach London bringen und dort als Verräter hinrichten ließ. Ein im Januar 1331 versammeltes Parlament billigte diesen Staatsstreich und verurteilte Mortimer nachträglich, während Montagu und die Mitverschwörer Edward de Bohun, Robert Ufford und John Neville begnadigt wurden. Der dankbare König schenkte Montagu Grundbesitz mit jährlichen Einkünften von £ 1000, darunter die reiche Herrschaft Denbigh in Wales, die zuvor Mortimer gehört hatte. Montagus Nähe zum König förderte auch die Karrieren seiner jüngeren Brüder Simon Montagu, Bischof von Worcester und Ely, und Edward Montagu. 

### Dienst als königlicher Ratgeber

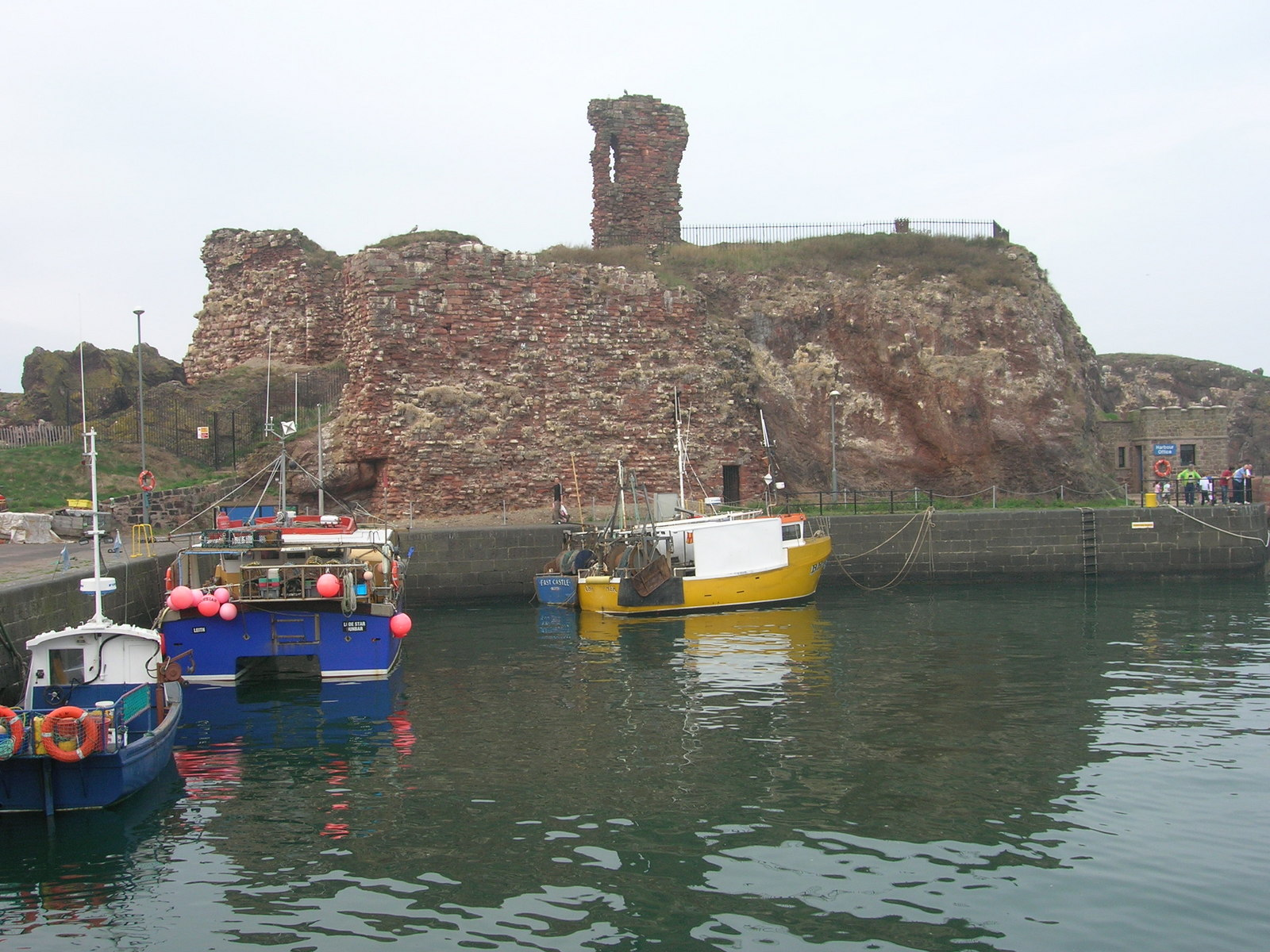
Die Ruine des 1337 von Montagu erfolglos belagerten Dunbar Castle

In den nächsten Jahren gehörte Montagu zu den wichtigsten Unterstützern und engsten Freunden von Eduard III. Er begleitete den König im April 1331 auf dessen geheimen Reise nach Frankreich, für die sie sich als Kaufleute verkleideten. Im September 1331 organisierte er ein prächtiges Turnier in Cheapside, an dem er, der König und dessen Gefolge als Mongolen verkleidet teilnahmen. Der König vertraute Montagu dermaßen, dass dessen Siegel für Briefe des Königs verwandt wurde. Montagu trat gegenüber der königlichen Kanzlei auch als Sprecher des Kronrats auf und handelte bei unwichtigeren Fällen wie bei der Besetzung von Gerichtskommissionen auch selbständig im Namen des Königs.

### Militär im Krieg gegen Schottland
Montagu zeichnete sich jedoch vor allem als Militär in den Kriegen des Königs aus. Zwischen 1333 und 1338 nahm er regelmäßig an den Feldzügen nach Schottland teil, dabei zeichnete er sich besonders während der erfolgreichen Belagerung von Berwick 1333 aus. Der König dankte ihm, in dem er während der Belagerung die Isle of Man, die bislang zu Schottland gehörte, zum englischen Besitz erklärte. Offenbar war die Insel von englischen Truppen erobert worden, denn am 8. Juni übergab der König die Insel an Montagu, dessen Großvater Simon de Montagu, 1. Baron Montagu bereits die Insel beansprucht hatte. Als King of Mann gehörte er der Kommission an, die im Februar 1334 von dem schottischen König Edward Balliol Hommage verlangte. Von 1334 bis 1335 nahm er an dem Feldzug nach Roxburgh teil. Während des Feldzugs im Sommer 1335 stellte er mit 180 men-at-arms und 136 berittenen Bogenschützen das größte Einzelkontingent der englischen Armee. Während des Feldzugs gewährte der König Montagu das Privileg, sein Wappen mit dem königlichen Crest eines Adlers zu zieren. Dieses Privileg vererbte Montagu später seinem Patenkind Lionel of Antwerp. Dazu schenkte ihm der König mehrere Güter, und nachdem die Schotten die Lowlands an England abtreten mussten, schenkte der König den Wald von Selkirk und Ettrick sowie die Stadt und Herrschaft Peebles. Im November 1337 gehörte er zu den Kommandanten eines weiteren Feldzugs nach Schottland. Die Belagerung von Dunbar Castle scheiterte jedoch an der energischen schottischen Verteidigung, die von der Black Lady, der Frau des schottischen Earl of March geführt wurde. Montagu schloss schließlich einen Waffenstillstand und beendete die Belagerung, nicht zuletzt weil der König seine Dienste im beginnenden Krieg mit Frankreich benötigte.

### Erhebung zum Earl of Salisbury
Um weitere Kommandanten für den bevorstehenden Krieg mit Frankreich zu gewinnen, verlieh der König während des Parlaments im März 1337 sechs Baronen die Earlwürde. Zu diesen sechs Baronen gehörte auch Montagu, der am 16. März zum Earl of Salisbury ernannt wurde. Zusätzlich versprach ihm der König weitere Besitzungen, durch die er zusätzlich 1000 Mark jährliche Einkünfte haben sollte. Bei seinem Tod hatte er aus seinen Besitzungen jährliche Einkünfte von etwa £ 2400, doch hatte er nie alle Besitzungen erhalten, die ihm der König versprochen hatte. Dazu musste er die Kosten für sein Gefolge während der Feldzüge des Königs zunächst selbst bestreiten. Der König wollte ihm diese Kosten später erstatten, doch bei seinem Tod schuldete die Krone Montagu noch £ 11.720. Auf die Erstattung von etwa £ 6374 mussten seine Testamentsvollstrecker 1346 verzichten.

### Weitere Tätigkeiten als Militär und Diplomat
Bereits zwischen 1333 und 1337 hatte Montagu das Amt des Verwalters der Kanalinseln innegehabt, dazu wurde er Constable of the Tower. Im Januar 1337 war er zum Admiral of the western Fleet ernannt worden, was er bis August des Jahres blieb. Im April 1337 wurde Montagu zusammen mit Bischof Henry Burghersh von Lincoln und dem Earl of Huntingdon nach Valenciennes gesandt, um noch einmal mit Frankreich zu verhandeln, aber auch, um über Bündnisse mit Flandern und mit Fürsten des Heiligen Römischen Reiches zu verhandeln. Im Juli 1338 begleitete er Eduard III. und dessen Gefolge, als dieser für den Feldzug gegen Frankreich nach Flandern übersetzte. Mit etwa 123 men-at-arms und 50 berittenen Bogenschützen hatte Montagu wieder das größte einzelne Kontingent des englischen Heeres aufgeboten. Nach dem Tod von Thomas of Brotherton wurde Montagu im September 1338 zum Marshal of England ernannt. Im gleichen Monat nahm er an dem Angriff auf das Cambrésis teil. 1339 unternahm er Vorstöße in die Nähe von Lüttich und Laon und gehörte zu den englischen Kommandanten in dem Gefecht bei Buirenfosse. Als Eduard III. Ende 1339 nach England zurückkehren wollte, um im Parlament für neue Steuern zur weiteren Finanzierung des Krieges zu werben, blieb Montagu in den Niederlanden zurück. Er sollte dort für die Schulden des Königs gegenüber dem Herzog von Brabant bürgen, sich aber auch um Königin Philippa und deren kleinen Kinder kümmern, die in Gent blieben. Hierfür wurden ihm ab dem 17. November täglich 5 Mark bewilligt. Im April 1340 geriet Montagu jedoch bei Lille in französische Gefangenschaft und wurde nach Paris gebracht. Die englischen Zahlungen an ihn wurden deshalb am 11. April eingestellt. Wohl gemäß den im Waffenstillstand von Esplechin im September 1340 getroffenen Vereinbarungen wurde Montagu vorläufig freigelassen. Im Mai 1342 erlaubte ihm der englische König, mit dem französischen König Philipp VI. die endgültigen Bedingungen seiner Freilassung zu verhandeln. Falls erforderlich, solle Montagu schwören, nie wieder gegen Frankreich zu kämpfen. Im Juni 1342 erreichte Montagu schließlich seine vollständige Freiheit, wofür die Engländer im Gegenzug den schottischen Earl of Moray Earl of Moray und den Bretonen Herman, Seigneur de Léon frei ließen. Am 6. November 1340 wurde Montagu in England zu einer Ratsversammlung berufen, so dass er anscheinend nach seiner Freilassung direkt nach England zurückgekehrt war und nicht der kleinen Gruppe angehört hatte, mit der der König am 30. November unerwartet aus den Niederlanden in London eintraf. An dem folgenden Konflikt zwischen dem König und seinen Ministern, denen er mangelnde Unterstützung vorwarf, war Montagu nur am Rande beteiligt. Er gehörte zwar dem Komitee der Barone an, dass während des Parlaments von April bis Mai 1341 die Vorwürfe des Königs gegen Erzbischof John Stratford überprüfen sollte, doch ansonsten hielt er sich aus diesem Konflikt heraus. Stattdessen diente er schon bald wieder als Militär und gehörte zur englischen Armee, die unter Robert d’Artois im bretonischen Erbfolgekrieg kämpfte. Zusammen mit Artois erreichte er in Verhandlungen von 1342 bis 1343 den Waffenstillstand von Malestroit. Danach soll er die Isle of Man erobert haben, wo er dann zum König gekrönt wurde. Dies ist aber unsicher, denn es gibt keine Anzeichen, dass er außerhalb der Insel diesen Titel geführt hat. Ende 1343 wurde Montagu mit dem Earl of Derby als Gesandter nach Kastilien gesandt, wo er an Belagerung von Algeciras durch Alfons XI. teilnahm. Angeblich soll er während dieser Zeit schwer erkrankt sein, doch Anfang 1344 nahm er an einem prächtigen Turnier teil, dass Eduard III. in Windsor Castle abhielt. Vermutlich starb er wenig später an den Folgen einer Verletzung, die er während des Turniers erlitten hatte.

## Ehe und Nachkommen
Montagu hatte spätestens 1327 Katharine Grandison, die jüngste Tochter von William Grandison, 1. Baron Grandison und dessen Frau Sybil geheiratet. Über seine Frau lernte er deren Bruder John Grandison kennen, der Bischof von Exeter war. Mit diesem tauschte er sich regelmäßig über persönliche, aber auch politische Fragen aus. Mit seiner Frau hatte Montagu sechs Kinder:
- Lady Elizabeth Montagu († 1359), ⚭ (1) 1327 Giles de Badlesmere, 2. Baron Badlesmere (1314–1338), ⚭ (2) 1341 Hugh le Despenser, 1. Baron le Despenser (1308–1349), ⚭ (3) 1350 Guy Brian, 1. Baron Brian (um 1309–1390);
- William Montagu, 2. Earl of Salisbury (1328–1397), ⚭ (1) Joan of Kent, ⚭ (2) Elizabeth de Mohun;
- John Montagu, 1. Baron Montagu (1330–1390) ⚭ Margaret de Monthermer;
- Lady Anne Montagu (* um 1330) ⚭ Sir John Grey;
- Lady Philippa Montagu († 1381) ⚭ Sir Roger Mortimer, 2. Earl of March;
- Lady Sibylle Montagu ⚭ Edmund FitzAlan.

Montagu hatte 1337 das Augustinerpriorat von Bisham gegründet, wo er auch begraben wurde. Der König selbst hatte den Grundstein für den Bau des Priorats gelegt. Montagus Erbe wurde sein ältester Sohn William Montagu.